# Bataille de Laon
Sixième Coalition
Batailles
Campagne de Russie (1812)
- Liste des batailles
- Mir
- Moguilev
- Ostrovno
- Vitebsk
- Kliastitsy
- Smolensk
- 1re Polotsk
- Valoutina Gora
- Moskova
- Moscou
- Winkowo
- 2e Polotsk
- Maloïaroslavets
- Gorodnia
- Czaśniki
- Viazma
- Smoliani
- Krasnoï
- Bérézina

Campagne d'Allemagne (1813)
- Dantzig
- Lunebourg
- Möckern
- Lützen
- Bautzen
- Reichenbach
- Haynau
- Luckau
- Hoyerswerda
- Lauenbourg
- Goldberg
- Gross Beeren
- Katzbach
- Dresde
- Kulm
- Dennewitz
- Peterswalde
- Liebertwolkwitz
- Leipzig
- Hanau
- Sehested
- Torgau
- Hambourg

Campagne de France (1814)
- Sainte-Croix-en-Plaine
- Besançon
- Mayence
- Metz
- Saint-Avold
- 1re Saint-Dizier
- Brienne
- La Rothière
- Campagne des Six-Jours (Champaubert
- Montmirail
- Château-Thierry
- Vauchamps)
- Mormant
- Montereau
- Bar-sur-Aube
- Saint-Julien
- Laubressel
- Berry-au-Bac
- Craonne
- Coutures
- Laon
- Soissons
- Mâcon
- Reims
- Saint-Georges-de-Reneins
- Limonest
- Arcis-sur-Aube
- Fère-Champenoise
- 2e Saint-Dizier
- Meaux
- Claye
- Villeparisis
- Paris

- Feistritz
- Caldiero (en)
- Trieste
- Mincio

- Hoogstraten (de)
- Anvers
- Berg-op-Zoom
- Courtrai

La bataille de Laon est une opération de la campagne de France de 1814, dans la guerre de la Sixième Coalition. Elle eut lieu les 9 et 10 mars 1814, entre l'armée impériale française, commandée par Napoléon, et l'armée prussienne commandée par Gebhard Leberecht von Blücher.

## Contexte
Les Français sont vaincus dans la campagne de Russie en 1812 et celle d'Allemagne en 1813. En 1814, les Alliés décident de mettre fin aux guerres de la Sixième Coalition en envahissant la France. L'Empire français lutte désormais pour sa survie.
Au cours de la dernière semaine de février 1814, environ un mois après le début de l'invasion alliée, Blücher prend l'initiative et avance sur Paris. Les maréchaux Édouard Mortier et Auguste Marmont protègent la capitale avec deux détachements, mais, avec seulement 10 000 hommes ils ne pèsent pas lourd face aux forces de Blücher, bien supérieures en nombre. Napoléon se précipite vers l'ouest à leur secours avec près de 30 000 hommes, dans l'espoir de piéger Blücher contre la Marne.
Fin février-début mars, Blücher attaque sans succès Marmont et Mortier le long de l'Ourcq et ordonne la retraite vers le nord pour regrouper ses forces, quand il entend parler de l'avance de Napoléon. La prise de Soissons le 3 mars par les deux corps russo-prussiens de Wintzingerode et Bülow, détachés de l'armée du Nord, permet aux troupes de Blücher de traverser l'Aisne en crue le 4 mars. Des renforts du général Vorontsov les rejoignent, portant les forces de Blücher à 91 000 hommes.
Le 7 mars, Napoléon attaque le long du Chemin des Dames. C'est là qu'a lieu la bataille de Craonne. Les Français sont victorieux, mais les Alliés parviennent à se retirer vers Laon.

## Champ de bataille
Laon est un important carrefour qui offre une superbe position défensive. Blücher choisit d'y livrer bataille. En effet le plateau de Laon, qui domine la plaine d'une centaine de mètres, est défendu par des pentes abruptes. Vers le nord le paysage est plat et découvert. Au sud, le relief accidenté et boisé complique les manœuvres militaires. Au pied du plateau les villages d'Ardon et de Semilly sont comme des bastions pour les armées russes et prussiennes.

## Prélude
Blücher a maintenant 91 000 soldats et 176 canons. Le corps prussien de Bülow est affecté à la défense même de Laon. L'aile ouest des Prussiens est couverte par le corps russe de Wintzingerode, tandis que l'aile située à l'est est défendue par les corps des généraux prussiens Yorck et Kleist. Les corps des généraux Langeron et Osten-Sacken constituent la réserve.
Après la bataille de Craonne, Napoléon a envoyé le gros de ses forces vers le nord-est, détachant environ 10 000 hommes sous les ordres de Marmont vers Laon via la route venant de Berry-au-Bac.

## La bataille
Dans la soirée du 8 mars, des escarmouches ont lieu à Urcel, puis à Etouvelles et Chivy-lès-Étouvelles sur la route de Soissons. L'avant-garde française chasse de ce dernier village un petit détachement russe.
Aux premières heures du 9 mars, les Français continuent leur avance le long de la route. À 5 heures 30, les dragons français arrivent en face de Laon, mais ils ont perdu l'effet de surprise et se retirent sous un feu nourri. À partir de 7 heures, les Français attaquent à maintes reprises les positions d'Ardon et de Semilly. Certains éléments de la Jeune Garde atteignent même le licenciement de la colline, avant d'être refoulés.
Blücher souffre d'une fièvre qui l'empêche de suivre de près les évènements. De mauvais renseignements lui laissent à penser que les Français disposent d'au moins 90 000 hommes et il est réticent à lancer une attaque. Contre les 30 000 Français, la victoire eut été déterminante, mais dans l'incertitude réelle de la situation Blücher se contente de lancer contre le flanc gauche de Napoléon, le corps de Ferdinand von Wintzingerode qui est facilement repoussé. Vers 11 heures le brouillard se lève, et le commandement allié a enfin une vision plus claire du champ de bataille.
Blücher décide d'isoler les forces de Napoléon à l'ouest de la colonne de Marmont à l'est. Une attaque alliée très déterminée permet de reprendre le village d'Ardon, mais la brigade d'infanterie prussienne reçoit l'ordre de stopper car Blücher craint que les forces françaises ne les encerclent. Tard dans la soirée du 9 mars, une attaque des divisions des généraux Henri François Marie Charpentier et Joseph Boyer de Rébeval conduit à la prise de Clacy-et-Thierret, un village dans le flanc ouest des Prussiens. Toutefois, à la fin de la première journée de combats, Laon reste aux mains des Alliés.
Vers 17 heures, les troupes du 6e corps de Marmont ont attaqué le village d'Athies-sous-Laon et chassé les Prussiens de leur poste avancé. À la nuit tombante, les troupes exténuées de Marmont (brigade Lucotte aux avant-postes) bivouaquent sur place, trop près des lignes prussiennes et sans se prémunir d'une éventuelle contre-attaque ennemie. À la suite des observations de plusieurs officiers d'état-major prussiens faites sur le terrain au début de la nuit, Blücher et August von Gneisenau ordonnent une puissante contre-attaque avec deux corps : ceux de Yorck et de Kleist. Celle-ci déclenchée par une nuit noire, à 19 heures, surprend totalement toutes les unités de Marmont. La déroute est totale parmi les fantassins et cavaliers français, qui sont soit tués dans leur sommeil, soit faits prisonniers par unités entières, soit sabrés par la cavalerie ennemie.
Heureusement, deux interventions permettent à tous ces fuyards de se réorganiser pour faire retraite sur la route de Reims en bon ordre. La première est celle du colonel Charles Nicolas Fabvier que Marmont a envoyé avec 400 cavaliers et 2 canons pour établir un contact avec l'armée principale de Napoléon ; le colonel a l'heureuse initiative de faire demi-tour en entendant les bruits de la bataille, et affronte et stoppe la cavalerie de Kleist à l'aile droite du dispositif d'attaque prussien avant le village de Festieux. La seconde est celle de 125 soldats, anciens de la Vieille Garde, qui se postent au défilé du village de Festieux et repoussent la cavalerie prussienne et permettent aux troupes de Marmont de s'échapper jusqu'à Corbeny, puis à Berry-au-Bac. Dans cette affaire, appelée par les historiens "le hurrah d'Athies", Marmont perd 3 200 hommes et 45 canons.

## Conséquences

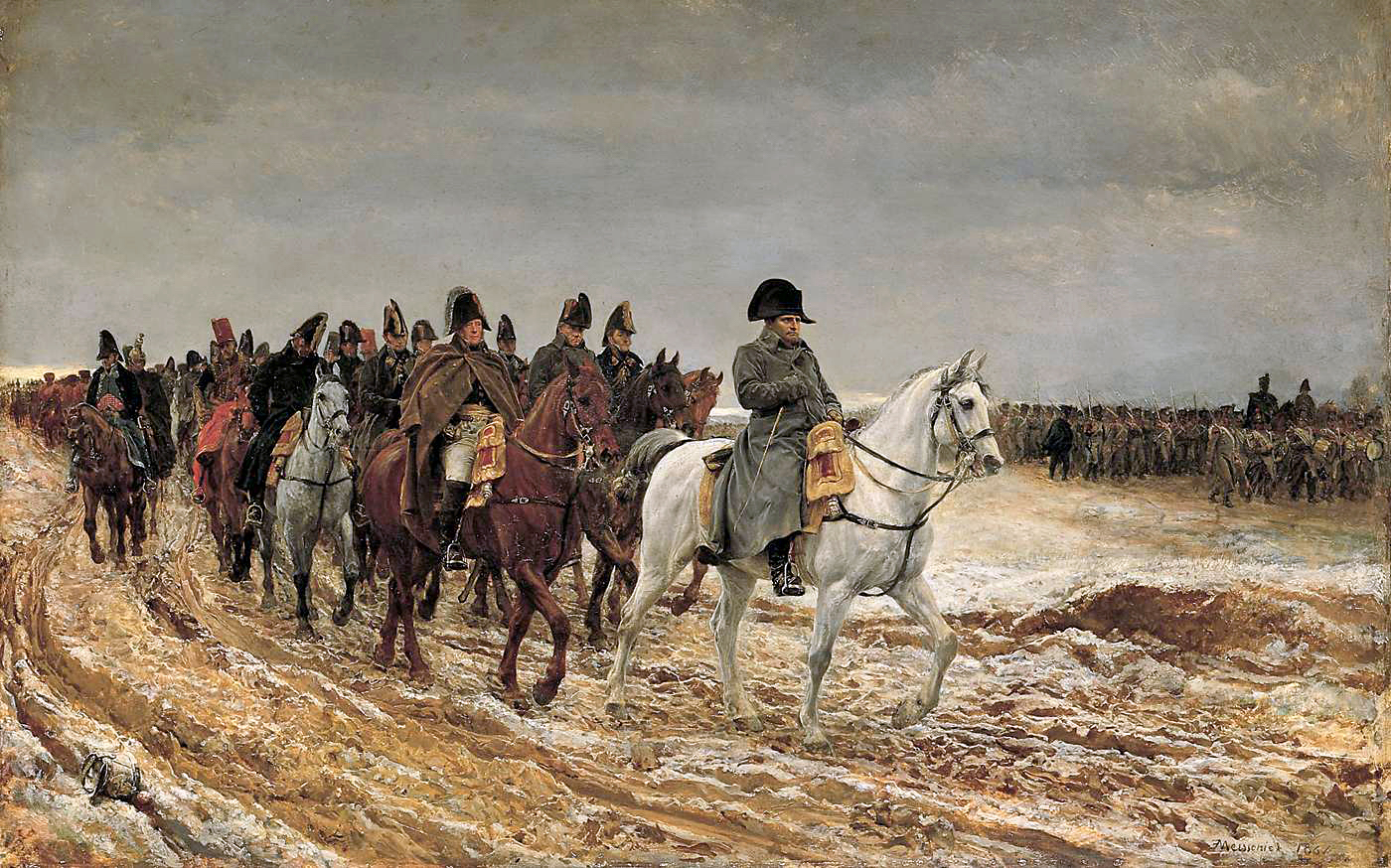
Peinture de Meissonier : 1814, Campagne de France : retraite après la bataille de Laon ; Napoléon et son état-major derrière lui ; de gauche à droite, Ney (capote sur les épaules), Berthier, Flahaut (fils de Talleyrand) ; derrière Ney, un inconnu tombant de fatigue, puis Drouot et, derrière Flahaut, peut-être Gourgaud,,.

Napoléon fait face le 10 mars à Blücher, qui, conscient de l'infériorité numérique de l'armée française, décide d'attaquer à 9 heures le village de Clacy qui résistera à cinq attaques successives par trois divisions russes du corps de Vorontsov. Napoléon prend l'offensive en dirigeant les divisions Claude Marie Meunier et Philibert Jean-Baptiste Curial en avant du village de Semilly. Elles sont prises à partie par l'artillerie russe établie sur les hauteurs de Laon et doivent se replier. L'Empereur, dès 15 heures se décide à un repli progressif et organisé; sans être poursuivi, il se dirige sur Soissons dans un premier temps, puis sur Reims où il remporte une dernière mais inutile victoire sur le général russe Guignard de Saint-Priest, fils d'émigré d'origine française.

### Source
- Histoire de la restauration par Alphonse de Lamartine, 1854, page 91.